# Marc David Lasource
Marc David Lasource, né Marc David Alba à Anglès (actuel département du Tarn) le 22 janvier 1763, guillotiné à Paris, le 31 octobre 1793, est un pasteur et homme politique français.
Révolutionnaire, il est député du Tarn à l'Assemblée législative (1791 - 1792) puis à la Convention nationale, dont il est président du 18 avril au 2 mai 1793. Il s'engage avec ferveur dans la préservation des acquis de la Révolution, et après avoir travaillé avec Robespierre, il s'oppose à lui, ce qui lui vaut d'être guillotiné.

## Biographie

### Avant la Révolution
David Alba prend le pseudonyme de « Lasource » à cause des persécutions envers les protestants. Il fait ses études de théologie au séminaire de Lausanne d'août 1781 à juin 1784 et il est consacré à Lausanne le 18 juin 1784. Il exerce comme pasteur à Lacaune, puis à Roquecourbe et à Réalmont, avant de prêcher à Castres. Respecté, il est secrétaire du synode provincial du Haut-Languedoc. Il quitte le ministère après 1791.

### Sous la Révolution

#### Député de l'Assemblée législative
Élu député à l'Assemblée législative par le département du Tarn le 30 août 1791, par 149 voix sur 278, il siège plutôt à gauche. Il prend souvent la parole pour défendre la Révolution, comme lorsqu'il dénonce les émigrés le 22 novembre 1791, ou quand il demande la reddition de comptes des ministres, le 3 décembre de la même année. Le 16 janvier 1792, d'après une motion proposé par lui, le prince Louis-Stanilas (futur Louis XVIII) est déchu de son droit à la régence. Le 16 avril, il fait un grand discours pour demander l'élection par le peuple des administrateurs des deniers publics :

« Le pouvoir exécutif a une splendeur qui enchaîne les sens par l'empire du préjugé. Le corps législatif propose, le roi consent ; il est donc évident que le pouvoir exécutif a des moyens beaucoup plus puissants pour s'agrandir au préjudice de l'autre. Voulez-vous lui laisser l'ascendant que donne la distribution des places sur ceux qui les obtiennent ? Ne savez-vous pas que c'est en donnant des places qu'on fait des esclaves, et que cette espèce de servitude est comme la peste ? »

Le 19 mai 1792, il se prononce en faveur de la mise en œuvre de plus de moyens pour protéger la France des révoltes et invasions qui la menacent, avec le recrutement de 200 000 soldats supplémentaires et la construction de deux nouvelles manufactures d'armes. Le 6 juin, il propose la création d'un camp militaire à Paris, puis demande à fixer une limite d'âge de mariage (13 ans pour les femmes, 15 pour les hommes) le 29 juin. Le 10 juillet, il réclame la création de bataillons de volontaires. Le 28 août, il demande l'envoi de commissaires aux frontières.
Auparavant le 21 juillet, il propose le décret d'accusation contre le marquis de La Fayette, dont, pourtant il avait été un grand admirateur au temps du succès de ce dernier. Le 27 juillet, à la tribune de l'Assemblée législative pour l'accusation de La Fayette, il déclare : « Je viens briser une idole que j'ai longtemps encensée. Je me ferais d'éternels reproches d'avoir été le partisan et l'admirateur du plus perfide des hommes, si je ne me consolais en pensant que la publicité de mon opinion expiera ma longue erreur ». Le 19 août, il obtient gain de cause, et La Fayette est décrété en état d'arrestation. Il fait ensuite de même avec l'ancien ministre Armand de Montmorin, arrêté le 21 août. 

« En vain, crions-nous vive la Nation, vive la Liberté, nous ne sauvons ni l'une ni l'autre. Agissons, marchons, parlons au peuple, il faut battre la générale dans l'opinion publique »

#### Député à la Convention

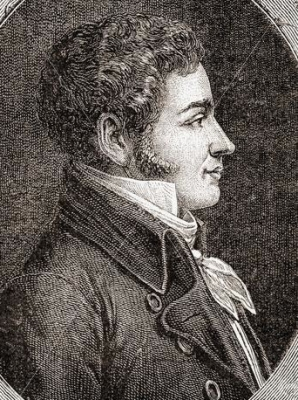
Portrait de Marc David Alba

Son premier mandat de député termine officiellement le 20 septembre 1792. Néanmoins, il est réélu dès le 3 septembre député du Tarn à la Convention nationale, avec 275 voix sur 438. Il siège tout d'abord avec les Montagnards, dont il devient secrétaire le 21 septembre. Il intervient souvent, demandant des mesures radicales contre les émigrés et autres opposants à la Révolution. Il devient membre suppléant du Comité de sûreté générale. Le 16 mars 1793, il fit partie des vingt-cinq membres du nouveau Comité de défense générale, appelé Commission de salut public, ancêtre du Comité de salut public, instauré par le décret du 6 avril 1793, il en fait partie de janvier à avril 1793. En mission à Nice, il demande le rattachement de la ville à la France, et devient l'artisan de la réunion du comté de Nice à la France. Il se montre sans pitié envers les prévenus de l'association bretonne puis le 1er avril 1793, il dénonce Danton comme complice de Dumouriez. 
En mission à l'armée du Var, lors du procès de Louis XVI, Lasource ne prend pas part aux deux premiers scrutins sur la culpabilité du roi et l'appel au peuple Louis XVI.  Revenu à Paris, il vote pour la condamnation à mort, déclarant : « Mon opinion vous est connue. Je l'ai manifestée par écrit. Je vais la reproduire. Dans ma manière de voir, il n'y a pas de milieu ; il faut que Louis règne ou qu'il aille à l'échafaud. Mais j'ai une observation à faire. La mesure que vous prenez suppose que vous êtes à une grande hauteur. Si la Convention s'y maintient, elle écrasera les factieux et établira la liberté. Mais à tous les partis, si les haines continuent, si la Convention n'a pas le courage de les étouffer, alors on dira qu'elle n'était composée que des plus vils, des plus lâches de tous les hommes ; elle ne passera à la postérité qu'avec l'exécration universelle. Après cette réflexion, je prononce la mort. ».
Finalement, il se sépare des Montagnards peu après, et se rapproche des Girondins, car il était favorable à la guerre. De plus, il s'oppose à Maximilien de Robespierre au sujet de l'expulsion de 22 députés. Il dénonce aussi Jean-Paul Marat en ces termes : « Au-dessus des clameurs et des injures, au-dessus des craintes et des terreurs, je déclare qu'à mes yeux Marat est un homme très dangereux pour la liberté, un homme qui tend à détruire par le désordre et à ramener le despotisme par l'anarchie ». Il s'abstient néanmoins de voter lors de la mise en accusation de Marat. Il attaque de même les interrupteurs qui peuplaient les tribunes, « Je ne m'abaisse pas plus devant une section du peuple que devant la cour d'un roi. Je ne courbe pas mon front en vil courtisan devant la faction du souverain qui m'entoure : mon souverain c'est la nation tout entière ! » et dénonce l'existence de partis tendant à la dictature.

#### Président de la Convention et déchéance
Il devient président de la Convention du 18 avril au 2 mai 1793 et vote sur le rétablissement de la Commission des Douze. Après l'arrestation des Girondins, il accuse Maximilien de Robespierre d'être responsable de la rédaction de la demande de proscription du 2 juin 1793 concernant vingt-deux députés girondins : « Si l'on fait expulser aujourd'hui vingt-deux membres par une intrigue, rien n'empêchera qu'une nouvelle intrigue n'en expulse demain cent et que l'existence de la Convention ne se trouve à la merci des manœuvres des intrigants ». Étant, lui aussi, compris dans cette proscription, il est arrêté. 
Jugé devant le Tribunal révolutionnaire du 3 au 9 brumaire an II (24 au 31 octobre 1793), il se défend le 8 juin à la Convention : « Dites à ces monstres qu'ils tremblent ! Leur audace sacrilège va soulever la nature entière et appeler sur leurs têtes une vengeance aussi terrible que leurs crimes sont exécrables. Dites-leur que leur règne expire, et que bientôt il ne restera plus d'eux que leurs forfaits pour l'exécration publique, que leur supplice pour l'effroi des tyrans, que leurs noms pour l'opprobre ». Il est condamné à mort le 30 octobre sous le prétexte d'avoir participé à « une conspiration contre l'unité et l'indivisibilité de la République, contre la liberté et la sûreté du peuple Français », en même temps que Brissot, Vergniaud, Gensonné, Carra, ...
Il est guillotiné à Paris le 10 brumaire an II (31 octobre 1793). Sur l'échafaud, il s'écria : « Je meurs le jour où le peuple a perdu la raison ; vous mourrez le jour où il l'aura recouvrée ».

## Mariage
Marc David Alba épouse en 1786 Jeanne Antoinette Catherine de Galtier de Laroque, qui meurt après un an de vie commune. Il se remarie donc le 9 septembre 1791 avec Jeanne-Antoinette de Noir de Cambon.

## Iconographie
- s.d. - Portrait de David Albin Lasource, hst, par anonyme ' école française du XIXe  61 x41[4]